# Uithoorn
Uithoorn es un municipio neerlandés situado en la provincia de Holanda Septentrional.
En 2016 tiene 29 097 habitantes.
En su término municipal se incluyen los barrios de De Kwakel y Bilderdam.
Se ubica en la periferia meridional de Ámsterdam.